# La voz de Mongolia
La voz de Mongolia (en mongol: Монголын дуу хоолой) es el servicio exterior de radiodifusión de Mongolia, integrado dentro de la corporación МҮОНРТ - Mongolian National Broadcaster. Emite en cinco lenguas (mongol, japonés, chino, inglés y ruso). El 1 de enero de 1997 el nombre de Radio Ulaanbaatar fue sustituido por el actual.

## Historia
Sus comienzos se remontan a septiembre de 1964, bajo el nombre de Radio Ulaanbaatar, cuando se emitió un programa de media hora en idioma mongol y chino con señal orientada a China. En los siguientes años, el servicio exterior mongol expandió en lenguas, horas y zonas de emisión.
El servicio en inglés de Radio Ulaanbaatar inició sus emisiones el 29 de enero de 1965; y en el pasado hubo un servicio en lengua francesa. Los programas en lengua japonesa comenzaron el 1 de enero de 1989, a petición de los oyentes.
En los últimos años, los programas en lengua rusa únicamente pueden ser escuchados a través pódcast, tras haberse dejado de difundir por la red de transmisores de La voz de Rusia.

## Programación
Actualmente, los programas salen diariamente dos veces en antena; tienen una duración de media hora, y están compuestos de un resumen informativo en la primera parte intercalados con música, y una segunda parte enfocada a un tema del día, que puede tratar sobre cuestiones de actualidad, de historia del país, entrevistas, monográficos, etcétera.

## Aspectos técnicos
Todas las transmisiones de La voz de Mongolia son originadas desde el centro emisor de Khongor, situado a 25 kilómetros al este de la capital del país. Emplea equipos de fabricación soviética: transmisores de 250 kilovátios y antenas de cortina construidas a mediados de la década de los 60, para onda corta; y de 500 kilovátios y antenas de mástil arriostrado para las emisiones en onda media, no direccionadas.
Las transmisiones enfocadas hacia Asia oriental pueden ser recibidas en Suramérica, y las que están enfocadas al sur de Asia se pueden captar en Europa y África del sur si la propagación lo permite.
El siguiente esquema de transmisiones es válido entre el 31.03.2019 y 26.10.2019:
| horario (UTC) | frecuencia | potencia | ácimut | destino       | idioma  |
| ------------- | ---------- | -------- | ------ | ------------- | ------- |
| 0900-0930     | 12085 kHz  | 250 kW   | 178.º  | Asia e Índico | inglés  |
| 0930-1000     | 12085 kHz  | 250 kW   | 116.º  | Asia oriental | mongol  |
| 1000-1030     | 12085 kHz  | 250 kW   | 116.º  | Asia oriental | chino   |
| 1030-1100     | 12085 kHz  | 250 kW   | 116.º  | Asia oriental | japonés |
| 1400-1430     | 12015 kHz  | 250 kW   | 178.º  | Asia e Índico | chino   |
| 1430-1500     | 12015 kHz  | 250 kW   | 178.º  | Asia e Índico | mongol  |
| 1500-1530     | 12015 kHz  | 250 kW   | 116.º  | Asia oriental | japonés |
| 1530-1600     | 12015 kHz  | 250 kW   | 116.º  | Asia oriental | inglés  |
| 0830-0900     | 990 kHz    | 500 kW   | N/D    | Asia          | mongol  |
| 0900-0930     | 990 kHz    | 500 kW   | N/D    | Asia          | chino   |
| 1000-1030     | 990 kHz    | 500 kW   | N/D    | Asia          | mongol  |
| 1030-1100     | 990 kHz    | 500 kW   | N/D    | Asia          | chino   |